# Charles Brewer (boxe anglaise)
Charles Brewer est un boxeur américain né le 15 octobre 1969 à Philadelphie, Pennsylvanie.

## Carrière
Champion des États-Unis des super-moyens en 1996, il remporte le titre vacant de champion du monde IBF de la catégorie le 21 juin 1997 aux dépens de Gary Ballard. Brewer conserve trois fois ce titre face à Joey DeGrandis, Herol Graham et Antoine Byrd avant de le perdre de peu aux points contre l'allemand Sven Ottke à Dusseldorf le 24 octobre 1998. Il s'incline également lors du combat revanche puis devient champion d'Amérique du Nord NABF en 2001, ce qui lui permet d'affronter le champion WBO des super-moyens, Joe Calzaghe, le 20 avril 2004 (combat qu'il perd également aux points).